# Mordella lunulata
Mordella lunulata är en skalbaggsart som beskrevs av Helmuth 1865. Mordella lunulata ingår i släktet Mordella och familjen tornbaggar. Inga underarter finns listade i Catalogue of Life.